# Resnova pilosa
Resnova pilosa är en sparrisväxtart som beskrevs av Van der Merwe. Resnova pilosa ingår i släktet Resnova och familjen sparrisväxter. Inga underarter finns listade i Catalogue of Life.